# 1968年メキシコシティーオリンピックの韓国選手団
1968年メキシコシティーオリンピックの韓国選手団（1968ねんメキシコシティーオリンピックのかんこくせんしゅだん）は、1968年10月12日から10月27日にかけてメキシコの首都メキシコシティーで開催された1968年メキシコシティーオリンピックの韓国選手団、およびその競技結果。

## 概要
今大会は銀メダル1個、銅メダル1個の合計2個のメダルを獲得した。

## メダル
| メダル | 選手名 | 競技       | 種目               |
| ------ | ------ | ---------- | ------------------ |
| 銀     | 池竜珠 | ボクシング | 男子ライトフライ級 |
| 銅     | 張淳吉 | ボクシング | 男子バンタム級     |